# Monema
Un monema és una unitat de divisió de la paraula en partícules que aporten un matís de significat determinat, sigui gramatical o lèxic.
Els monemes es divideixen en dependents o independents segons si poden formar paraules ells sols; així "la" és independent mentre que "ferr-" no ho és.
A més a més, un monema pot ser lexema o arrel si aporta la part principal del significat de la paraula i morfema en cas contrari. Els morfemes porten la informació referent a la morfologia de la paraula, a banda del sentit específic que puguin tenir. Per exemple en la paraula "tauleta", "taul-" és el lexema i "-eta" un morfema que indica alhora que és un nom i un diminutiu.
Alguns anomenen afixos als morfemes que aporten aquests dos tipus d'informació i reserven el nom de morfemes per als que només tenen dades gramaticals (com podria ser la S del plural, per exemple).
Segons la seva posició, els afixos poden ser prefixos (es col·loquen abans del lexema), infixos i interfixos (enmig) i sufixos (al final). Una paraula pot tenir més d'un afix, depenent del seu procés de formació. L'ús de monemes permet enriquir el vocabulari d'una llengua creant noves paraules a partir de les ja existents.